# لروی، میشیگان
لروی (به انگلیسی: LeRoy Township) یک منطقهٔ مسکونی در ایالات متحده آمریکا است که در شهرستان اوسکئولا، میشیگان واقع شده‌است.
 لروی ۹۰٫۸ کیلومتر مربع مساحت و ۱٬۱۵۹ نفر جمعیت دارد و ۳۵۲ متر بالاتر از سطح دریا واقع شده‌است.